# Buchanania laxiflora
Buchanania laxiflora är en sumakväxtart som beskrevs av Wilhelm Sulpiz Kurz. Buchanania laxiflora ingår i släktet Buchanania och familjen sumakväxter. Inga underarter finns listade i Catalogue of Life.